# Portales, Novi Meksiko
Portales je grad u okrugu Rooseveltu u američkoj saveznoj državi Novom Meksiku. Prema popisu stanovništva SAD 2010. ovdje je živjelo 12.280 stanovnika. 
Portales je jedan od najvećih proizvođača valencijskog kikirikija u SAD i najveći je proizvođač certificiranog organskog maslaca od kikirikija u SAD.
Sudnica okruga Roosevelta u art deco stilu u Portalesu, izrađena od portlandskog cementa, građevina je u Nacionalnom registru povijesnih mjesta.

## Zemljopis
Nalazi se na 34°10′57″N 103°20′19″W / 34.18250°N 103.33861°W (34.182184, -103.338737). Prema Uredu SAD-a za popis stanovništva, zauzima 17,7 km2 površine, sve suhozemne.

## Stanovništvo
Prema podatcima popisa 2010. ovdje je bilo 12.280 stanovnika, 4527 kućanstava od čega 2695 obiteljskih, a stanovništvo po rasi bili su 74,7% bijelci, 2,5% "crnci ili afroamerikanci", 1,6% "američki Indijanci i aljaskanski domorodci", 1,2% Azijci, 0,0% "domorodački Havajci i ostali tihooceanski otočani", 16,1% ostalih rasa, 3,8% dviju ili više rasa. Hispanoamerikanaca i Latinoamerikanaca svih rasa bilo je 43,0%.